# The Other Woman (Caro Emerald)
The Other Woman è l'ottavo ed ultimo singolo estratto dall'album Deleted Scenes from the Cutting Room Floor, l'album di debutto di Caro Emerald.

## Tracce
1. The Other Woman (Album Edit) 5:35
2. The Other Woman (Radio Edit) 3:40

## Pubblicazione
| Paese       | Data             | Formato           | Etichetta discografica |
| ----------- | ---------------- | ----------------- | ---------------------- |
| Paesi Bassi | Digital download | Grandmono Records |                        |
| Regno Unito | Digital download | Grandmono Records |                        |